# 外野手

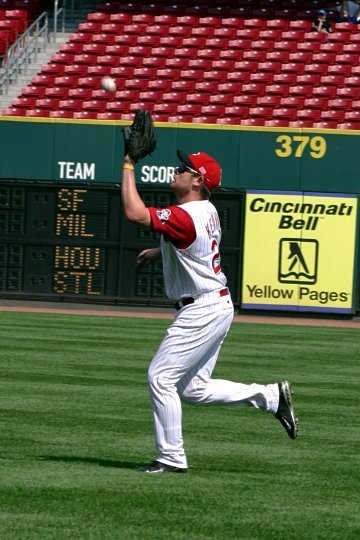
フライを捕球する外野手（オースティン・カーンズ）

外野手（がいやしゅ）、Outfielder（アウトフィルダー、OF）とは、野球またはソフトボールにおいて、外野の守備に就く3人の野手のこと（捕手から見て左から順に左翼手、中堅手、右翼手）。また、その中で肩の強い選手のことを強肩という。

## 概要
外野は内野に比べてフェアグラウンドが広いのに加え、内野手4人（投手と捕手も含めれば6人）に対して外野手は3人なので、担当すべき守備範囲（レンジ）が広い。優れた外野手は外野に飛んでくるあらゆる打球に対して打者のスイング時の角度などで打つ前からスタートを切る観察力、スタート時の敏捷性、次の塁を狙おうとした走者を刺殺する強い肩とフライを正しく判断する勘を強く持ち合わせている。
もっとも守備の上手い選手の持ち場で外野守備の要となるのが中堅手、強力な肩力及び正確な送球が重要視されるのが右翼手、必ずしも強い肩は必要とされないのが左翼手である。風の方向や球場の特異性についても知ることが必要である。声をかけることは外野手にとって非常に大切である。
一方で、内野手よりボールに触る機会が少なく守備の負担が軽いため、守備力以上に打撃が重視されるポジションでもある。特に左右両翼は、打線の中心を担うだけの破壊力（OPS.850以上）が優先される。なお、右翼手については、強肩も重要な要素である。一方、中堅手は全ポジション中で最も広大なレンジをカバーするためスピード（走力）が大きな意味を持ち、両翼ほどではなくとも一定以上の打撃力も求められる。
理想的な外野手とは、5ツール（打撃、パワー、守備、肩、スピード）＋ 選球眼を兼ね備えた中堅手であるとする意見もある。

## 備考
- 野球が原型のスポーツであるベースボール5は、フィールドが狭く、外野手は存在しない。そのため、二塁ベースの後ろか前を守る中間野手（ミッドフィルダー）という特殊な守備位置が存在する[5]。